# Johann Friedrich Endersch
Johann Friedrich Endersch (Dörnfeld an der Heide, Schwarzburg-Rudolstadt, Turíngia, 25 de outubro de 1705 – 28 de março de 1769) foi um cartógrafo e matemático alemão. Endersch teve o título de Matemático Real do Rei Augusto III da Polônia.

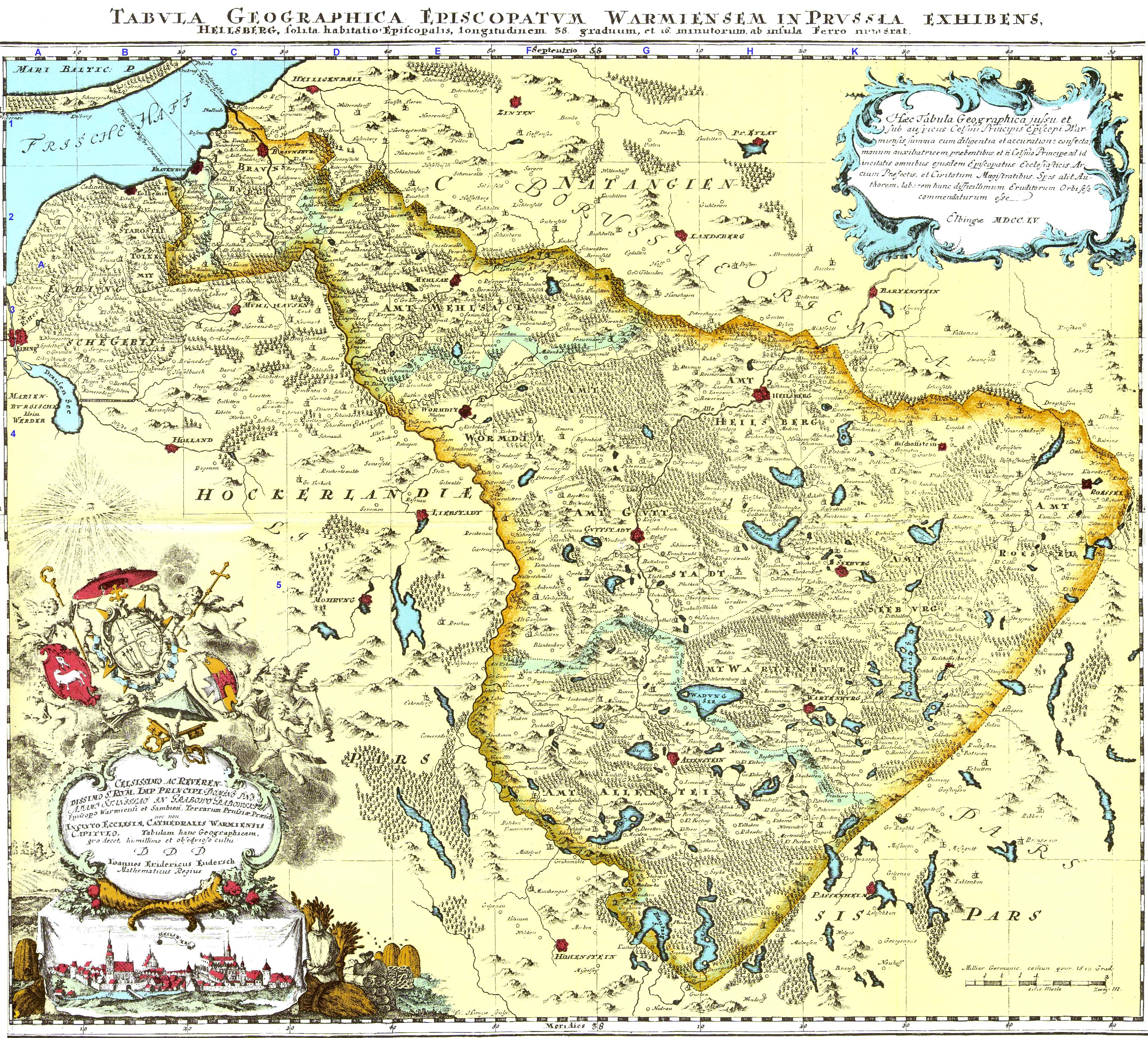
Mapa de Endersch de 1755, com nomes poloneses modernos adicionados.

## Vida
Endersch nasceu em Dörnfeld an der Heide, Schwarzburg-Rudolstadt, Turíngia, mas viveu a maior parte de sua vida em Elbląg, na Prússia Real na República das Duas Nações.
Em 1755 Endersch completou para o príncipe-bispo imperial Adam Stanisław Grabowski (Celsissimo ac Reverendissimo S. Rom. Imp. Principi Domino Adam Stanislao in Grabowo Grabowski Episcopo Warmiensi et Sambiesi, Terrarum Prussiae Praesidis ...) um mapa de Warmia intitulado Tabula Geographica Episcopatum Warmiensem in Prussia Exhibens. O mapa, detalhando as cidades de Warmia (Ermland), foi encomendado para a corte do Imperador Romano-Germânico Francisco I do Sacro Império Romano-Germânico.
Endersch também fez uma gravura estilo água-forte em cobre que representava uma galiota que havia sido construída em Elbląg em 1738 e se chamava D' Stadt Elbing (em alemão "Cidade de Elbląg").